# Edith Fellows

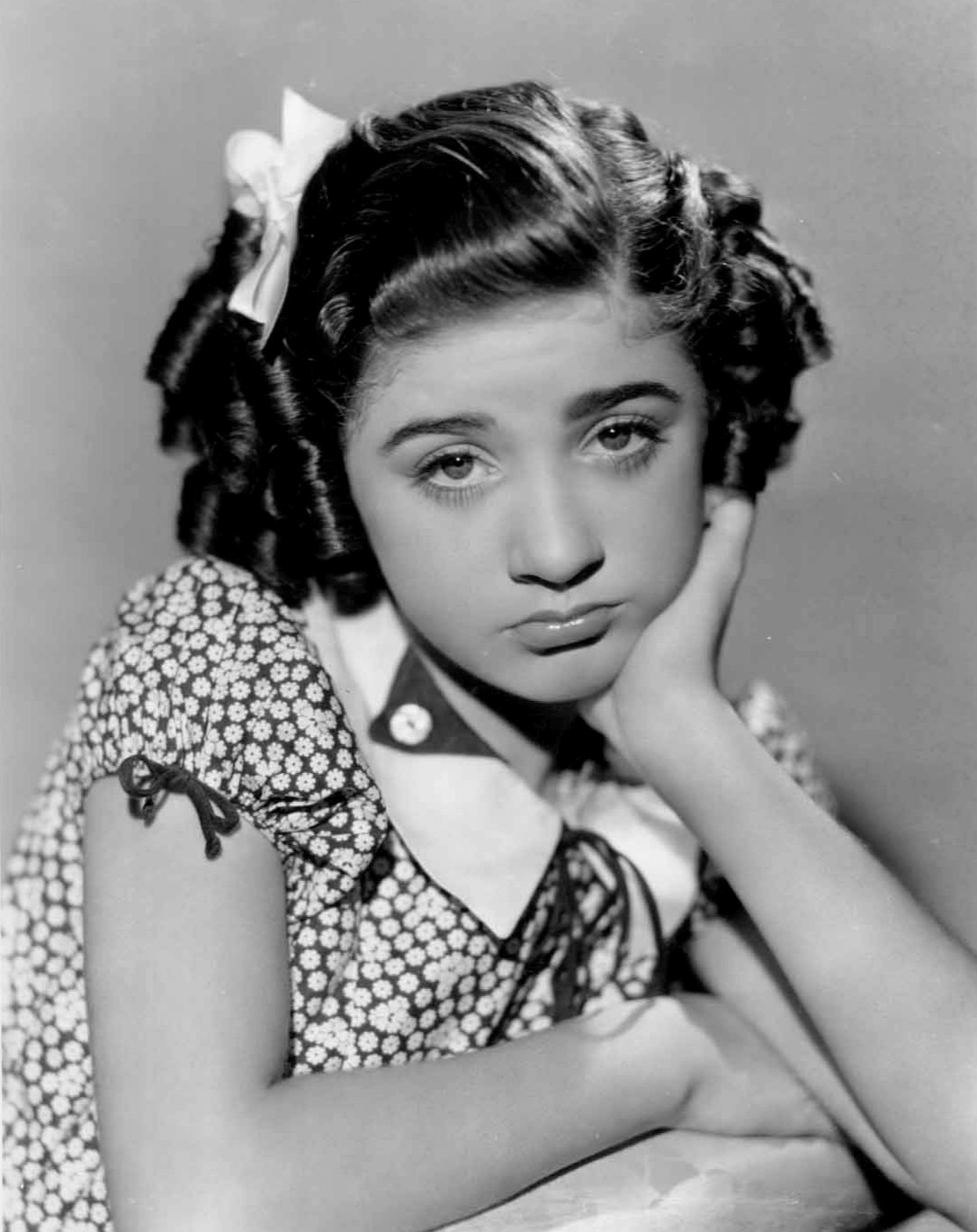
Edith Fellows (1937)

Edith Marilyn Fellows (* 20. Mai 1923 in Boston, Massachusetts; † 26. Juni 2011 in Woodland Hills, Kalifornien) war eine US-amerikanische Schauspielerin, die ihre Karriere als Kinderstar begann.

## Leben
Edith Fellows wurde 1923 als einziges Kind von Willis und Harriet Fellows in Boston geboren. Die Mutter verließ die Familie nur wenige Monate später. Als Fellows zwei Jahre alt war, zog sie mit ihrem Vater und ihrer Großmutter Elizabeth Fellows nach Charlotte in North Carolina. Mit vier Jahren besuchte sie eine Tanzschule, wo sie von einem angeblichen Talentsucher entdeckt wurde. Dieser versicherte ihrer Großmutter, er könne das kleine Mädchen zum Kinderstar in Hollywood machen. Als Edith Fellows mit ihrer Großmutter in Los Angeles eintraf, stellte sich heraus, dass der Mann ein Hochstapler war. Da ihre Großmutter kein Geld für die Rückreise nach North Carolina besaß, blieben sie in Los Angeles, wo Fellows’ Großmutter fortan als Putzfrau und Hausmädchen arbeitete, während ihre Enkelin von Nachbarn betreut wurde.
Über den Sohn der Nachbarn, der als Statist beim Film beschäftigt war, stieg Fellows schließlich doch ins Showgeschäft ein und spielte 1929 ihre erste Filmrolle. Ihre Großmutter nahm Fellows’ Karriere in die Hand und verbot ihrer Enkelin jegliche Kontakte, die ihrer Karriere im Weg stehen könnten und zu denen auch Fellows’ Vater gehörte, der inzwischen nach Kalifornien gezogen war. Als Mitte der 1930er Jahre auch Fellows Mutter plötzlich auf der Bildfläche erschien und sich Zugang zu den Einkünften ihrer Tochter verschaffen wollte, entbrannte ein Sorgerechtsstreit, der im Sommer 1936 in den US-amerikanischen Zeitungen Schlagzeilen machte. Fellows’ Mutter behauptete, ihre Tochter sei von ihrer Schwiegermutter entführt worden und dass der Vater das Mädchen für 5000 Dollar an eine Tanzschule verkaufen wollte. Das Gericht sprach der Großmutter das Sorgerecht zu. Das Geld, das Fellows beim Film verdiente, wurde angelegt.
Fellows wurde zwar nie ein großer Kinderstar wie Shirley Temple oder Mickey Rooney, durfte sich jedoch in verschiedenen Rollen beweisen, so etwa als verwöhntes Mädchen in Heart of the Rio Grande (1942) oder auch als armes Waisenkind in Pennies from Heaven (1936) neben Bing Crosby. Diese Rolle brachte ihr schließlich einen Vertrag bei Columbia Pictures ein, worauf sie in einer Reihe von B-Filmen die erste oder zweite weibliche Hauptrolle spielte, wie auch 1940 in Music in My Heart an der Seite von Tony Martin und Rita Hayworth. Zwischen 1929 und 1942 trat die nur 1,47 Meter große Schauspielerin in mehr als 50 Filmen auf. Als Fellows volljährig wurde und ihr angelegtes Geld, vermutlich mehr als 100.000 Dollar, in Anspruch nehmen wollte, bekam sie lediglich 900 Dollar und 60 Cent. Wo das restliche Geld verblieben war, konnte nicht aufgeklärt werden, zumal Fellows Großmutter wenige Jahre zuvor verstorben war. Daraufhin zog sie sich größtenteils ins Privatleben zurück und war von 1943 bis 1957 dreimal am Broadway in New York sowie in wenigen US-amerikanischen Fernsehshows zu sehen. Sie litt unter starkem Lampenfieber und nahm schließlich Medikamente, von denen sie wie vom Alkohol schnell abhängig wurde. Sie verdiente ihren Lebensunterhalt nunmehr als Telefonistin.
Ende der 1970er Jahre schrieb ein Freund von Fellows das Bühnenstück Dreams Deferred, das auf Fellows’ Leben basierte und in dem Fellows auf seinen Wunsch hin die Hauptrolle spielen sollte. Nach der Aufführung in einem Theater in Los Angeles erhielt Fellows neue Rollenangebote. In den 1980er Jahren stand sie schließlich erneut vor der Kamera, wobei sie zumeist Nebenrollen in Fernsehserien spielte, wie in Cagney & Lacey (1982/1986), Agentin mit Herz (1983), Trio mit vier Fäusten (1984) und Mr. Belvedere (1987). 1985 verkündete der Schauspieler und Regisseur Jackie Cooper, der seine Karriere ebenfalls als Kinderstar begonnen hatte, dass er einen Fernsehfilm basierend auf Edith Fellows’ Leben drehen wolle. Das Projekt wurde jedoch nie realisiert.
Ab 1946 war Fellows mit dem Produzenten Freddie Fields verheiratet. Aus dieser Verbindung ging 1947 Tochter Kathy, die Mutter von Schauspielerin Natalie Lander, hervor. Als die Beziehung 1955 in einer Scheidung endete, erlitt Fellows einen Nervenzusammenbruch. 1962 heiratete sie Hal Lee, von dem sie sich später ebenfalls scheiden ließ. 1995 zog sich Edith Fellows endgültig aus dem Showgeschäft zurück und lebte bis zu ihrem Tod im Jahr 2011 in Woodland Hills, Kalifornien.

## Filmografie (Auswahl)
- 1929: Madame X
- 1931: Emma, die Perle (Emma)
- 1932: Der Ritt ins Todestal (The Rider of Death Valley)
- 1932: Birthday Blues
- 1933: Mush and Milk
- 1934: Zwei Herzen auf der Flucht (Fugitive Lovers)
- 1934: The Life of Vergie Winters
- 1934: Cross Streets
- 1934: Jane Eyre
- 1935: Sie heiratet den Chef (She Married Her Boss)
- 1935: One-Way Ticket
- 1936: And So They Were Married
- 1936: Pennies from Heaven
- 1937: Life Begins with Love
- 1938: Little Miss Roughneck
- 1938: The Little Adventuress
- 1939: Pride of the Blue Grass
- 1940: Music in My Heart
- 1940: Five Little Peppers at Home
- 1940: Out West with the Peppers
- 1940: Five Little Peppers in Trouble
- 1940: Her First Romance
- 1941: Her First Beau
- 1942: Girls’ Town
- 1942: Heart of the Rio Grande
- 1942: Stardust on the Sage
- 1942: Criminal Investigator
- 1951–1953: Tales of Tomorrow (TV-Serie, vier Folgen)
- 1981: Eine reizende Familie (The Brady Brides) (TV-Serie, eine Folge)
- 1982: Simon & Simon (TV-Serie, eine Folge)
- 1982: Vater Murphy (Father Murphy) (TV-Serie, eine Folge)
- 1982: Cagney & Lacey (TV-Serie, eine Folge)
- 1982: Chefarzt Dr. Westphall (St. Elsewhere) (TV-Serie, eine Folge)
- 1983: Grace Kelly (TV-Film)
- 1983: Agentin mit Herz (Scarecrow and Mrs. King) (TV-Serie, eine Folge)
- 1984: Trio mit vier Fäusten (Riptide) (TV-Serie, eine Folge)
- 1985: Im Todestal der Wölfe (The Hills Have Eyes Part II)
- 1986: Cagney & Lacey (TV-Serie, eine Folge)
- 1987: Casanova Junior (In the Mood)
- 1987: Mr. Belvedere (TV-Serie, eine Folge)
- 1995: Emergency Room – Die Notaufnahme (ER) (TV-Serie, eine Folge)